# 국민당 (몰타)
국민당(몰타어: Partit Nazzjonalista)은 몰타의 기독교 민주주의 정당이자 중도우파 정당이다. 1880년 설립되었다. 현재 지도자는 시몬 부스틸이다.